# Carum meoides
Carum meoides là một loài thực vật có hoa trong họ Hoa tán. Loài này được (Griseb.) Halácsy mô tả khoa học đầu tiên năm 1894.